# Colonia (diritto internazionale)
In diritto internazionale una colonia è un territorio la cui sovranità non appartiene alla popolazione autoctona, ma a uno Stato straniero che lo occupa militarmente, ne sfrutta le risorse naturali e lo amministra con un ordinamento giuridico particolare, in base al quale i diritti delle popolazioni autoctone non sono equiparati a quelli dei cittadini dello Stato occupante.
In genere, si tratta di territori in origine economicamente meno sviluppati di quelli dello Stato dominante, ma al tempo stesso ricchi di risorse utili, e quindi con molte potenzialità economiche (o comunque dotata di una posizione strategica) che li rendono utili e interessanti agli occhi dei colonizzatori.

## Processo di colonizzazione
Le potenze coloniali hanno spesso fatto affidamento ad invasioni distruttive per conquistare e colonizzare un territorio, per poi insediare basi militari e presidi sparsi per il territorio, con cui amministravano i territori colonizzati, spesso ponendo a capo dell'amministrazione coloniale un Governatore o Viceré ed instaurando governi fantoccio. 
Tuttavia, la colonizzazione può avere anche un tempo di realizzazione lento e graduale, e può avvenire tramite accordi tra più stati per decidere la spartizione di un territorio o tra la potenza e il territorio interessato, a volte persino rivendicando la proprietà di colonie nemiche a seguito di una guerra.